# Lavrentij Pavlovitj Berija
Lavrentij Pavlovitj Berija også Lavrenti Beria (russisk: Лаврентий Павлович Берия, tr. Lavrentij Pavlovitj Berija; georgisk: ლავრენტი ბერია, tr. Lavrent'i Beria; født 29. marts 1899 i Merkheul, Sukhumi okrug, Kutaisi guvernement, død 23. december 1953 i Moskva) var en sovjetisk politiker og leder af NKVD fra 1938 til 1945 og igen i 1953.
Berija blev født i Georgien og sluttede sig til kommunisterne i 1917.
Fra 1921 til 1931 var han leder af sikkerhedspolitiet i den Transkaukasiske Socialistiske Føderative Sovjetrepublik og fra 1931 til 1938 var han partisekretær. Han nedkæmpede meget brutalt de kaukasiske republikkers frihedsbevægelser og var brutal i implementeringen af den omfattende tvangskollektivisering i Sovjetunionen, som kostede millioner livet.
Berija var skruppelløs og ambitiøs og steg hastigt i graderne inden for partiet: i 1934 blev han udpeget til kommunistpartiets centralkomité.
I 1938 blev han af Stalin udnævnt som øverste leder af NKVD, Sovjetunionens sikkerhedspoliti. Dermed blev Berija en del af Josef Stalins inderkreds og fik ansvaret for udøvelsen af den politiske terror. Han var en af Stalins nærmeste medarbejdere til dennes død i 1953.
Fra 1941 til 1945 deltog han i Statskomiteen for Forsvaret, der ledede den samlede krigsførelse mod Tyskland og senere mod Japan ved krigens afslutning. Fra 1942 var han tillige indenrigsminister. I 1945 trådte han tilbage som indenrigsminister og blev fuldgyldigt medlem af Politbureauet. Efter 2. verdenskrig var han hovedansvarlig for udviklingen af Sovjetunionens første atombombe, et vigtigt projekt for Sovjetunionen, idet den Kolde Krig var lige på trapperne.
Først i 50'erne begyndte Berija at miste Stalins tillid, og meget tyder på, at Stalin kort før sin død i marts 1953 planlagde, hvordan han kunne slippe af med Berija, der var blevet for magtfuld. Stalins død reddede ham fra at blive udrenset, og han formåede kortvarigt at beholde sin politiske magt. Da Stalin døde i 1953 blev Berija igen indenrigsminister og en af landets mægtigste mænd, kun overgået af Malenkov. I juli blev han pludselig arresteret og anklaget for forræderi. Han blev et af de mest prominente ofre for den magtkamp, der opstod i Sovjetunionen i kølvandet på Stalins død.
Berija blev henrettet i december 1953 - af Pavel Batitsky (Sovjetunionens Helt i 1943).